# Irvine Welsh's Ecstasy
Irvine Welsh's Ecstasy es una película de 2011 adaptada de la novela The Undefeated del libro Ecstasy: Three Tales of Chemical Romance por Irvine Welsh. Dirigida por Rob Heydon, la película es protagonizada por Adam Sinclair como Lloyd Buist, un adicto a las drogas contrabandista en Ámsterdam. Kristin Kreuk interpreta el interés amoroso de Heather Thompson.

## Elenco
- Adam Sinclair como Lloyd Buist.
- Kristin Kreuk como Heather Thompson.
- Billy Boyd como Woodsy.
- Carlo Rota como Solo.
- Keram Malicki-Sánchez como Ally.
- Natalie Brown como Marie.
- Stephen McHattie como Jim Buist.
- Dean McDermott como Hugh Thompson.